# Мемфис Депај
Мемфис Депај (хол. Memphis Depay; Мордрехт, 13. фебруар 1994), холандски је фудбалер који тренутно наступа за бразилски Коринтијанс и за репрезентацију Холандије.

## Репрезентација
За фудбалску репрезентацију Холандије игра од 2013. године. До сада је дао два гола и то оба на Светском првенству 2014..
Својим поготком против Аустралије на Светском првенству 2014. године постао је најмлађи стрелац за Холандију у историји њихових наступа на светским првенствима.

## Успеси

### Клуб
ПСВ Ајндховен
- Првенство Холандије (1) : 2014/15.
- Куп Холандије (1) : 2011/12.
- Суперкуп Холандије (1) : 2012.

Манчестер јунајтед
- ФА куп (1) : 2015/16.

Барселона
- Суперкуп Шпаније (1) : 2022/23.

### Репрезентација
- Европско првенство У-17 (1) : 2011.
- Светско првенство : треће место 2014.